# 普濟醫院
36°04′23″N 120°19′22″E / 36.07306°N 120.32278°E

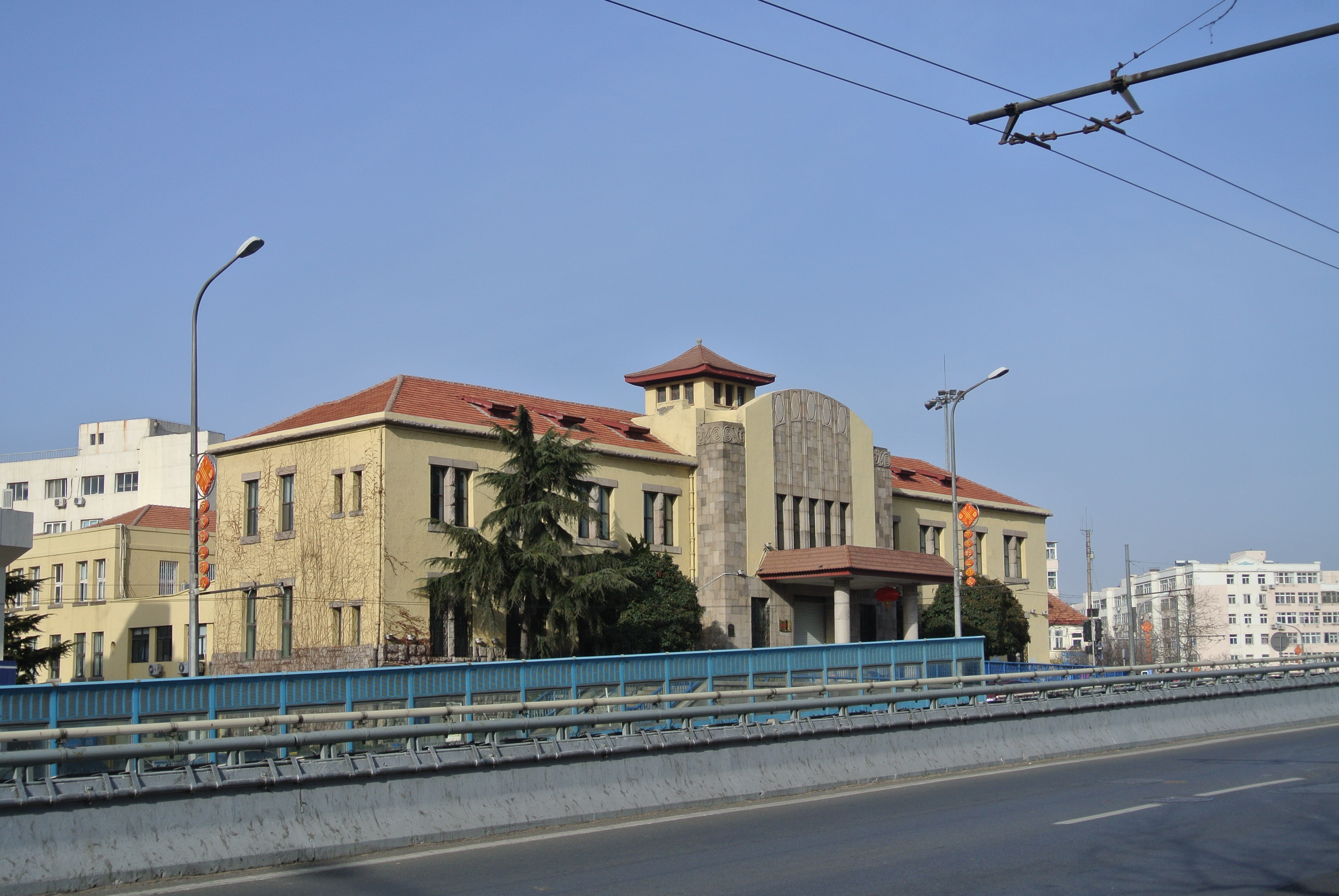
普济医院旧址今貌，2015年2月

普济医院旧址位于中国山东省青岛市市北区胶州路1号，建成于1919年，是青岛老城区现存的数座第一次日占时期所建公共建筑之一。现为青岛市市立医院本部院区所使用，为市北区不可移动文物。

## 历史

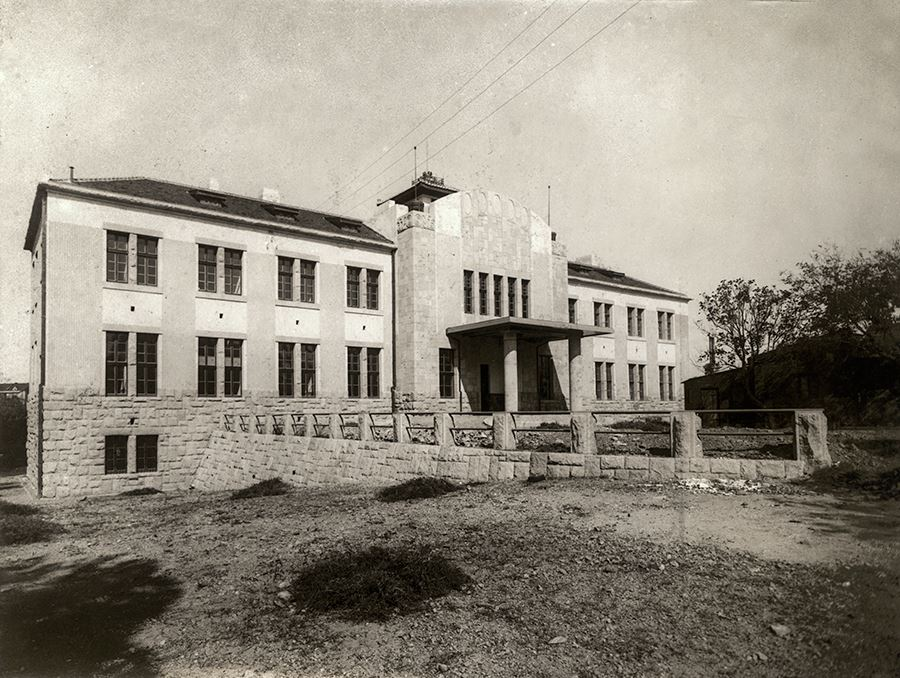
初建时的普济医院

普济医院旧址所在地最初为清军章高元部军火库的一部分，1897年德军占领青岛后于1900年在附近新建弹药库，1914年日军占领青岛后于1916年利用原德军弹药库建筑开设青岛病院新町分院。
1918年，日本陆军青岛守备军当局在新町分院东侧、今胶州路上海路路口处新建普济医院，隶属于青岛病院，由建筑师三上贞设计，耗资62万日元（一说54000银元，一说6.13万银元），1918年10月10日开工，1919年6月30日竣工（一说1919年10月1日竣工），11月开诊。该院主要收治中国病人，设病房4间，床位15张，医护人员最初仅有日本医师1名，中国医师1名，日本看护妇2名，1920年增加日本药剂师1名，日本看护妇1名，中国看护妇2名。
1922年12月青岛回归时，日方拒绝交还青岛病院所在的德国督署医院旧址，仅将普济医院、新町分院等处交还中方。北洋政府胶澳商埠督办公署将普济医院与新町分院合并为胶澳商埠普济医院，蔡振声任院长，陈魏任副院长，有工作人员11名。1925年军阀张宗昌主政山东，于当年5月将普济医院改为青岛市民卫生医院，又称山东陆军总医院，主要收治军阀混战期间的伤兵。同年10月，张宗昌部下祝祥本将该院改为山东卫队司令部军医处。1928年张宗昌败退、北洋政府垮台后，该院遭军队劫掠破坏，同年7月恢复胶澳商埠普济医院旧称。1929年4月南京国民政府接收青岛后，该院于7月改称青岛特别市普济医院，1931年改称青岛市市立医院，名称使用至今。

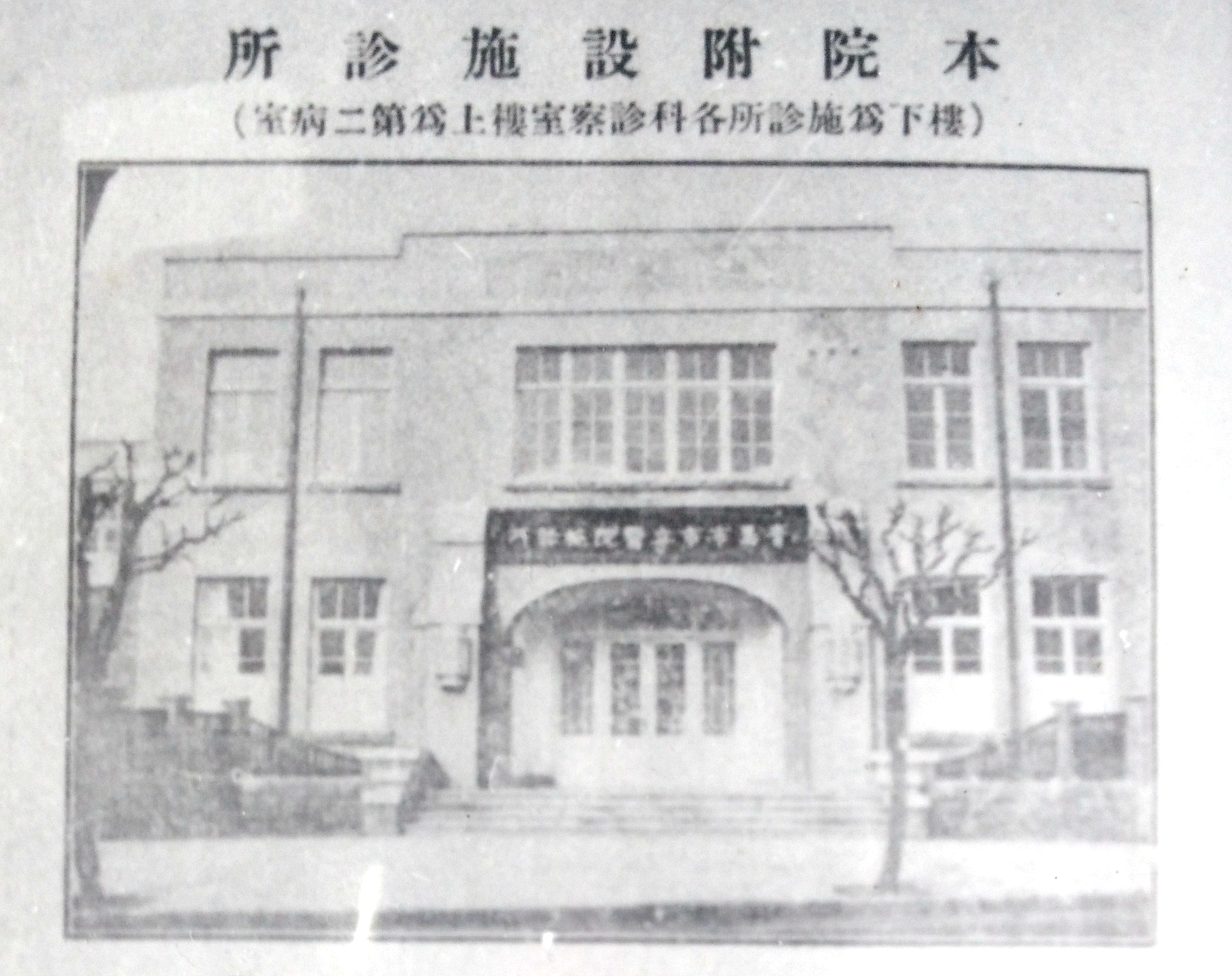
市立医院施诊所旧影

1934年1月郭致文接任院长后，市立医院有所发展。当年为接纳贫苦病患免费就诊，医院决定设立施诊所。1935年3月在普济医院旧楼后侧扩建施诊所，由青岛市工务局设计，1936年4月10日建成开诊（一说1935年10月建成），并由院长郭致文撰写《创建青岛市立医院施诊所记》刻于碑上，嵌于施诊所外墙（原碑现藏于市立医院档案室，施诊所旧址外墙有一复制品）。
1937年全面抗战爆发后，市立医院人员撤退或遣散。1938年1月日军第二次占领青岛后，市立医院被日本海军占用，1939年3月在此创办青岛医科大学，1940年5月划归日本同仁会，改名同仁会青岛东亚医科学院，1943年7月改名青岛医学专门学校（俗称东亚医专）。1939年，伪青岛特别市公署与日本海军商定重新开设市立医院，1940年1月19日开诊，但仅使用普济医院旧楼。1945年8月日本投降后，市立医院及东亚医专由国民政府接收，东亚医专于1946年迁出医院，由山东大学接收用于设立山东大学医学院，原由东亚医专占用的部分复归市立医院使用。
普济医院旧址曾长期作为市立医院门诊楼使用。1992年，市立医院取时任卫生部常务副部长孙隆春的题词“杏林绿苑，怡乐无穷”，将该楼命名为“绿怡院”。1993年，普济医院旧址西侧的新门诊楼建成后，该楼经过改造维护，于1994年设立特需医疗服务部。2000年，普济医院旧址列入青岛市第一批历史优秀建筑。东西快速路建设期间，普济医院旧址楼前的院墙、院门、门房、花坛于2002年为拓宽路面而拆除。2002年，医疗保健中心、体检中心先后迁此。2012年8月至年底，该楼经历维修，此后一楼为口腔中心、查体中心，二楼为院长办公室。2013年1月10日，该建筑列入市北区第三次全国文物普查新发现的不可移动文物名录。2016年该楼改名“普济楼”。

## 建筑特色

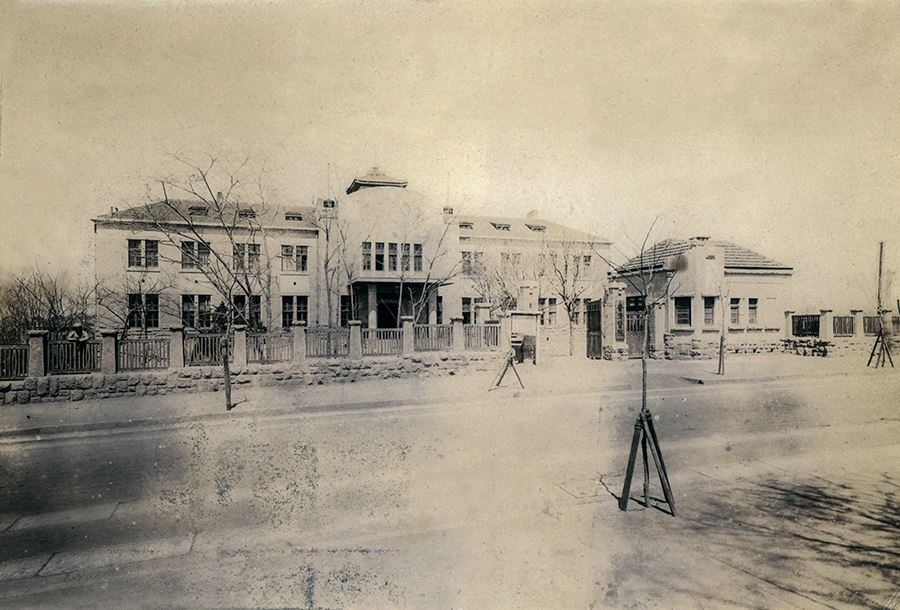
初建时的普济医院与门房

普济医院旧址位于胶州路上海路路口西北角，建筑面积563.7平方米，平面呈“一”字形（1935年扩建后为“工”字形），坐北朝南，面向观象山，地上2层，局部3层，地下1层，有阁楼，红瓦四面屋顶。正立面中轴对称，中部略前突，设有高8米、进深3米的门廊，以两座花岗岩圆柱支撑，柱头简单纹路装饰，两侧有汽车坡道。门廊以上为弧形山墙，配以大面积石墙面，顶部阴刻5个椭圆形花纹，与下方五联窗相呼应，两侧转角为花岗岩方石砌筑，顶部有石雕牵牛花纹，以及铜钵状装饰物（已不存）。山墙后侧设四面坡攒尖顶塔楼，作为整座建筑的制高点。两侧处理较简单，主要为花岗岩蘑菇石砌基、条石窗套及檐口压条石。整座建筑布局规整，尺度较小，体现了日本明治维新以后仿欧式建筑特点。